# معركة فورت دونيلسون
اندلعت معركة فورت دونيلسون خلال الفترة من 11 إلى 16 فبراير 1862، في الجبهة الغربية للحرب الأهلية الأمريكية. مكَن استيلاء الاتحاد على الحصن الكونفدرالي بالقرب من الحدود بين تينيسي وكنتاكي من فتح نهر كمبرلاند، وهو طريق مهم لغزو الجنوب. بفضل نجاح الاتحاد، جرت ترقية العميد الجنرال يوليسيس غرانت من زعيم غير معروف وغير المثبت إلى رتبة لواء، وسُميت هدنة «الاستسلام غير المشروط» باسمه.
عقب الاستيلاء على فورت هنري في 6 فبراير، أمر غرانت جيشه (الذي أصبح لاحقًا جيش الاتحاد في تينيسي) بالتحرك 12 ميلًا (19 كم) برًا إلى فورت دونيلسون، وذلك خلال الفترة من 11 إلى 13 فبراير، وشن عدة هجمات استكشافية. في 14 فبراير، حاولت زوارق الاتحاد الحربية بقيادة ضابط العلم أندرو هال فووت كبح الحصن بإطلاق النار، ولكنها أُرغمت على الانسحاب بعد تعرضها لأضرار جسيمة بسبب هجمات مدفعيات الحصن المائية.
في 15 فبراير، وتزامنًا مع محاصرة الحصن، شن الكونفدراليون هجومًا مفاجئًا، بأمر من العميد الجنرال جون فلويد وبقيادة العميد الجنرال غيديون جونسون بيلو، ضد الجناح الأيمن لجيش غرانت. كان الهدف من هذا الهجوم هو فتح طريق هروب للتراجع إلى ناشفيل، تينيسي. في بداية الهجوم، كان غرانت بعيدًا عن ساحة المعركة، ولكنه وصل لحشد رجاله وشن هجومًا مضادًا. نجح هجوم بيلو في فتح الطريق، إلا أن فلويد فقد أعصابه وأمر رجاله بالعودة إلى الحصن. في صباح اليوم التالي، هرب فلويد وبيلو مع كتيبة صغيرة من القوات، وتخلوا عن القيادة للعميد الجنرال سيمون بوليفار باكنر، الذي قبل طلب غرانت بالاستسلام غير المشروط في وقت لاحق من ذلك اليوم. أسفرت المعركة عن تمكّن الاتحاد من السيطرة على معظم ولاية كنتاكي وولاية تينيسي، بما في ذلك ناشفيل.

## خلفية

### الوضع العسكري
حدثت معركة فورت دونيلسون، التي اندلعت في 12 فبراير، بعد وقت قصير من سقوط فورت هنري، تينيسي، في 6 فبراير 1862. كان فورت هنري موقعًا رئيسيًا في وسط خط الدفاع عن تينيسي، ومكّن الاستيلاء على الحصن من فتح نهر تينيسي أمام تحركات القوات والإمدادات التابعة للاتحاد. هرب نحو 2,500 من المدافعين الكونفدراليين عن حصن هنري قبل سقوطه بالسير 12 ميلًا (19 كم) شرقًا إلى فورت دونيلسون. في الأيام التي أعقبت الاستسلام في فورت هنري، قطعت قوات الاتحاد خطوط السكك الحديدية جنوب الحصن، ما حد من الحركة الجانبية للكونفدراليين لنقل التعزيزات إلى المنطقة للدفاع عنها ضد قوات الاتحاد التي تفوقهم عددًا.
واجه الكونفدراليون بعض الخيارات الصعبة عقب استسلام فورت هنري. شرع جيش غرانت بتقسيم القوة الرئيسية بقيادة الجنرال الكونفدرالي ألبرت سيدني جونستون إلى قوتين: أحدهما بقيادة بيير بيوريغارد في كولومبوس، كنتاكي، بقوام 12,000 رجل، والأخرى بقيادة ويليام هاردي في بولينغ غرين، كنتاكي، بقوام 22,000 رجل. ضمت قوات فورت دونيلسون نحو 5000 رجل فقط. كان هناك العديد من الاحتمالات، فقد تهاجم قوات الاتحاد كولومبوس، أو فورت دونيلسون وبالتالي ستشكل تهديدًا على ناشفيل، تينيسي، أو قد يهاجم غرانت والرائد الجنرال دون كارلوس بويل، الذي تمركز في لويزفيل مع 45,000 رجل، ويتصادمان مع جونستون، ويتبعه غرانت خلف بويل. قلق جونستون بشأن السهولة التي هزمت بها زوارق الاتحاد الحربية فورت هنري (لم يدرك أن ارتفاع منسوب مياه نهر تينيسي لعب دورًا حاسمًا في إغراق الحصن). كان قلقًا بشأن تهديد بويل أكثر من تهديد غرانت، واشتبه بأن تكون عمليات النهر مجرد تمويه.
قرر جونستون مسار العمليات الذي جعله يفقد زمام المبادرة عبر معظم خطه الدفاعي، ظنًا منه أن الاستراتيجية الدفاعية الكونفدرالية لتينيسي كانت مجرد خدعة. في 7 فبراير، عُقد مجلس حرب في فندق كوفينغتون في بولينغ غرين، حيث قرر جونستون التخلي عن غرب كنتاكي بسحب قوات بيوريغارد من كولومبوس، وإخلاء بولينغ غرين، ونقل قواته جنوب نهر كمبرلاند في ناشفيل. على الرغم من مخاوفه بشأن الدفاع عن فورت دونيلسون، وافق جونستون على نصيحة بيوريغارد حول تعزيز فورت دونيلسون بـ 12000 رجل آخر، مع العلم أن الهزيمة هناك ستعني خسارة حتمية لولاية تينيسي الوسطى ومدينة ناشفيل الحيوية للتصنيع والترسانة.
أراد جونستون منح بيوريغارد قيادة فورت دونيلسون، وذلك بسبب كفاءته في بول ران، إلا أن بيوريغارد رفض بسبب إصابته بمرض في الحلق. بدلًا من ذلك، تولى العميد الجنرال جون فلويد المسؤولية، وذلك بعد وصوله من مهمة فاشلة بقيادة روبرت إي لي في غرب فرجينيا. كان فلويد رجلًا مطلوبًا في الشمال بتهم الكسب غير المشروع والأنشطة الانفصالية عندما كان وزيرًا للحرب خلال إدارة جيمس بوكانان. امتلك فلويد خلفية سياسية وليست عسكرية، ومع ذلك، كان العميد الأكبر في منطقة نهر كمبرلاند.
على جانب الاتحاد، كان العميد الجنرال هنري هاليك، الذي تولى قيادة قوات ميزوري بأمر من غرانت، قلقًا كذلك. سمح هاليك لغرانت بالاستيلاء على فورت هنري، ولكنه شعر أن البقاء في فورت دونيلسون كان محفوفًا بالمخاطر. على الرغم من النجاح الذي حققه غرانت حتى الآن، لم يكن لدى هاليك ثقة كبيرة به، إذ اعتبر غرانت متهورًا. حاول هاليك إقناع منافسه، دون كارلوس بويل، بتولي قيادة الحملة للمشاركة في قواته الإضافية. على الرغم من احترام جونستون الكبير لبويل، كان جنرال الاتحاد سلبيًا مثل غرانت. لم يشك غرانت أبدًا في أن رؤسائه يفكرون في إعفائه، ولكنه أدرك جيدًا أن أي تأخير أو تراجع قد يمنح هاليك فرصة لفقدان أعصابه وإلغاء العملية.
في 6 فبراير، أرسل غرانت لهاليك: «فورت هنري لنا... سنستولي على فورت دونيلسون وندمرها في الثامن من فبراير ونعود إلى فورت هنري.» وضع غرانت هذا التاريخ مفرطًا في التفاؤل بسبب ثلاثة عوامل: ظروف الطرق البائسة التي ستواجهها قوات الأعداء أثناء سيرها 12 ميلًا إلى دونيلسون، وحاجة القوات إلى نقل الإمدادات بعيدًا عن مياه الفيضانات المرتفعة (بحلول 8 فبراير، غمرت المياه فورت هنري تمامًا)، والأضرار التي لحقت بقوات فوت الغربية في أسطول الزوارق الحربية خلال هجمات المدفعية في فورت هنري. في حال تمكن غرانت من التحرك بسرعة، فقد يحظى بفرصة الاستيلاء على فورت دونيلسون في 8 فبراير. في وقت مبكر من صباح 11 فبراير، عقد غرانت مجلس حرب أيد فيه جميع جنرالاته خططه لشن هجوم على فورت دونيلسون، باستثناء العميد الجنرال جون ماكليرناند، الذي كان لديه بعض التحفظات. عُقد هذا المجلس في أوائل عام 1862 وهو آخر مجلس عقده غرانت حتى نهاية الحرب الأهلية.